# تحمل خشک‌شدن
تحمل خشک‌شدن یا بردباری خشک‌شدن (به انگلیسی: Desiccation tolerance) به توانایی جاندار برای تحمل یا ماندگاری در شرایط خشکی شدید یا شرایط مشابه خشکسالی اشاره دارد. گیاهان و جانورانی که در محیط‌های خشک یا دوره‌های خشک مانند جویبارها یا برکه‌های موقت زندگی می‌کنند ممکن است با چالش خشک‌شدن مواجه شوند؛ بنابراین سازگاری‌های فیزیولوژیکی یا رفتاری برای تحمل این دوره‌ها برای اطمینان از زنده‌ماندن ضروری است. به‌طور خاص، حشرات طیف وسیعی از کنام‌های متنوع از نظر بوم‌شناختی را اشغال می‌کنند و بنابراین، استراتژی‌های مختلفی را برای جلوگیری از خشک‌شدن نشان می‌دهند.

## انواع مقاومت در برابر خشک شدن
در سه حالت اصلی حشرات می‌توانند تحمل خود را در برابر خشک‌شدن بالا ببرند: با افزایش محتوای کل آب بدن. با کاهش میزان از دست دادن آب بدن و با تحمل بیشتری در برابر از دست دادن آب کلی از بدن. زمان بقا با محتوای اولیه آب تعیین می‌شود و می‌توان آن را با تقسیم حد اکثر تحمل از دست دادن آب بدن بر نرخ از دست دادن آب محاسبه کرد.